# Tomás Tavares
Pour les articles homonymes, voir Tavares.
Tomás Tavares né le 7 mars 2001 à Lisbonne au Portugal, est un footballeur portugais qui évolue au poste d'arrière droit au AVS SAD.

## Biographie

### Benfica Lisbonne
Né à Lisbonne au Portugal, Tomás Tavares est formé par le Benfica Lisbonne, avec qui il joue en faveur des équipes de jeunes à partir de 2010. Le 2 juillet 2018 Tavares signe son premier contrat professionnel avec Benfica d'une durée de trois saisons. Il évolue ensuite avec l'équipe B du club.
Le 17 septembre 2019 il joue son premier match avec l'équipe première à l'occasion d'une rencontre de Ligue des champions
face au RB Leipzig. Il est titularisé au poste de défenseur latéral droit ce jour-là et son équipe s'incline par deux buts à un.

### Prêts successifs
Le 3 octobre 2020, Tomás Tavares est prêté pour une saison sans option d'achat au Deportivo Alavés,. Il joue peu à Alavès et le club espagnol met un terme à son prêt en janvier 2021. Il est prêté quelques jours plus tard au SC Farense.
Le 31 août 2021, Tavares est prêté pour une saison en Suisse, au FC Bâle.
Tavares marque son premier et unique but pour le FC Bâle le 26 septembre 2021, lors d'une rencontre de championnat face au FC Zurich. Il est titularisé et participe à la victoire de son équipe par trois buts à un.

### Spartak Moscou
Le 24 janvier 2023, Tomás Tavares quitte définitivement le Benfica Lisbonne afin de s'engager en faveur du Spartak Moscou. Il signe un contrat courant jusqu'en juin 2026.
Il joue son premier match sous ses nouvelles couleurs le 22 février 2023, lors d'une rencontre de coupe de Russie face au Lokomotiv Moscou. Il entre en jeu et son équipe l'emporte par un but à zéro.
Le 15 janvier 2025, Tomás Tavares résilie son contrat avec le Spartak Moscou d'un commun accord.

### AVS
Le 21 janvier 2025, libre de tout contrat, Tomás Tavares retourne au Portugal afin de signer en faveur du AVS SAD. Il signe un contrat courant jusqu'à la fin de la saison.

### En sélection
Avec les moins de 17 ans, il participe au championnat d'Europe des moins de 17 ans en 2018 qui se déroule en Angleterre. Lors de cette compétition, il officie comme titulaire et joue l'intégralité des trois matchs disputés par son équipe. Le Portugal enregistre une seule victoire, face à la Slovénie.
Avec les moins de 19 ans, il participe au championnat d'Europe des moins de 19 ans en 2019 qui se déroule en Arménie. Lors de cette compétition, il officie comme titulaire, disputant tous les matchs de son équipe, d'abord en tant qu'arrière droit, puis en étant positionné sur le flanc gauche. Le Portugal atteint la finale du tournoi, en étant défait par l'Espagne lors de l'ultime match (0-2).
Il fête sa première sélection avec l'équipe du Portugal espoirs le 14 novembre 2019 face à la Slovénie. Il est titularisé lors de cette rencontre qui se solde par un match nul (0-0).

## Palmarès
Portugal des moins de 19 ans
- Finaliste du Championnat d'Europe en 2019.